# Lion-en-Beauce
Lion-en-Beauce és un municipi francès, situat al departament del Loiret i a la regió de Centre – Vall del Loira. L'any 2007 tenia 117 habitants.

## Demografia

### Població
El 2007 la població de fet de Lion-en-Beauce era de 117 persones. Hi havia 40 famílies, de les quals 8 eren unipersonals (4 homes vivint sols i 4 dones vivint soles), 16 parelles sense fills i 16 parelles amb fills.
La població ha evolucionat segons el següent gràfic:
Habitants censats

### Habitatges
El 2007 hi havia 53 habitatges, 40 eren l'habitatge principal de la família, 7 eren segones residències i 6 estaven desocupats. Tots els 53 habitatges eren cases. Dels 40 habitatges principals, 37 estaven ocupats pels seus propietaris i 3 estaven llogats i ocupats pels llogaters; 1 tenia dues cambres, 7 en tenien tres, 7 en tenien quatre i 25 en tenien cinc o més. 27 habitatges disposaven pel capbaix d'una plaça de pàrquing. A 16 habitatges hi havia un automòbil i a 23 n'hi havia dos o més.

## Economia
El 2007 la població en edat de treballar era de 71 persones, 57 eren actives i 14 eren inactives. De les 57 persones actives 53 estaven ocupades (30 homes i 23 dones) i 4 estaven aturades (1 home i 3 dones). De les 14 persones inactives 5 estaven jubilades, 5 estaven estudiant i 4 estaven classificades com a «altres inactius».
Activitats econòmiques
Dels 4 establiments que hi havia el 2007, 1 era d'una empresa de fabricació d'altres productes industrials, 1 d'una empresa de comerç i reparació d'automòbils, 1 d'una empresa de transport i 1 d'una empresa de serveis.
L'any 2000 a Lion-en-Beauce hi havia 11 explotacions agrícoles que ocupaven un total de 858 hectàrees.

## Poblacions més properes
El següent diagrama mostra les poblacions més properes.